# かた焼き

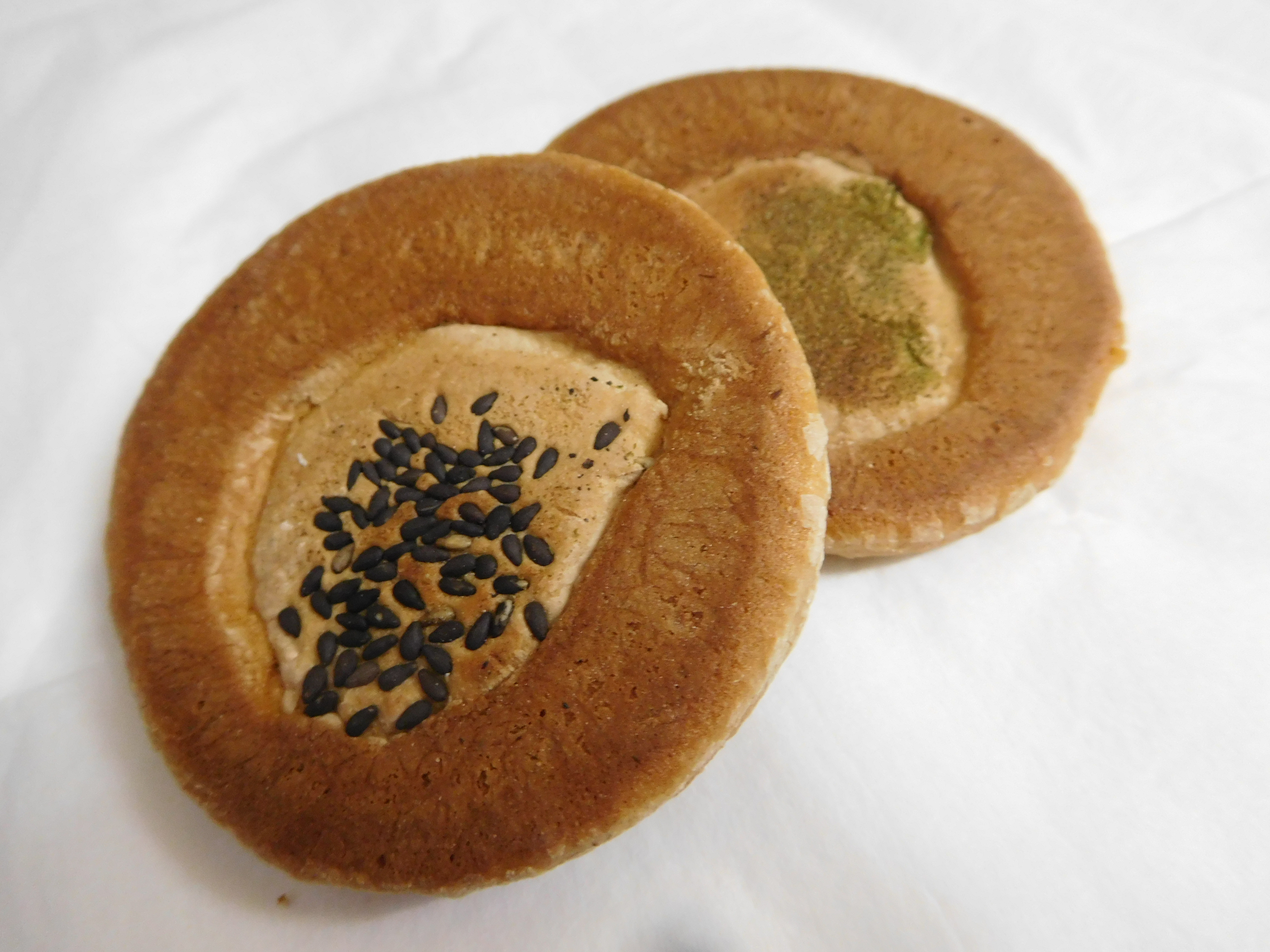
鎌田製菓（伊賀市）のかた焼き

かた焼き（かたやき）は、三重県伊賀地方の名物菓子。日本一硬いせんべいでもある。

## 由来
かた焼きの由来については、かつて伊賀忍者が携帯した携行食、非常食が元とされる
。主原料は小麦粉と砂糖、後述のトッピングである。
伊賀地方には、地元名物としてかた焼きを取り扱う菓子店が多く存在する。

## 特徴
- 重しで圧迫しながら1時間かけて焼く。手裏剣型や、ごま、青海苔、ピーナツなどを振りかけたバリエーションが存在する。
- 非常に硬く、刀の鍔などに打ち付けて割り、口の中で唾液でふやかしながら食した。一般の醤油せんべいとは違い、小麦粉と砂糖を主体とするため食味はやや甘い。表面に軽くふられた青海苔などがアクセントとなって独特の風味を出す。現在では、かたやき同士で打ち付けて割るか、購入時に付属している木槌で割って食べる。
- 20世紀末ごろから観光産業の振興の必要性から特産物的な位置づけとなり、それに伴い一部の伝統的な店舗以外では比較的食べやすい、硬さを抑えたものが多く売られるようになった。柔らかい生地で小豆餡を包んだソフトタイプも売られており、外観は伝統的なかたやきと同じだが、食感はむしろ饅頭に近い。
- 歯が弱く唾液も少なくなった地元老人達は、茶に浸して食べるのが一般的であるという。

## 伊賀以外のかた焼き
伊賀名物のみならず、歯が弱い人には要注意の硬いせんべいとしては
- かた焼き金剛棒（石川県）
- かた焼きせんべい（兵庫県清荒神の参道で販売）
- 瓦せんべい（兵庫県神戸市、香川県）
- かた焼きせんべい（大阪府東大阪市、石切神社の参道で販売）
- かた焼きせんべい（大阪府大阪市、四天王寺の境内で販売）
- くろがね堅パン（福岡県北九州市）

などがある。
静岡県浜松市中央区村櫛町にある「かたぱんや」のかたぱんは、伊賀上野のかた焼きの製法が村櫛地区に伝わり、改良されたものである（参照リンク）。かた焼きに較べると薄く作られており、硬さは抑えられている。